# Корбисалми
Корбисалми (Корби-салми, Карбисалма) — пресноводные озёра на территории Суккозерского сельского поселения Муезерского района Республики Карелии.

## Общие сведения
Общая площадь озёр — 2,3 км². Располагаются на высоте 173,9-175,7 метров над уровнем моря.
Представляют собой три водоёма: Верхнее, Среднее и Нижнее Корбисалми, соединённые короткими протоками.
Берега изрезанные, каменисто-песчаные, местами заболоченные.
В самое северное, Верхнее Корбисалми, впадает протока, несущая воды озёр Большие Кушкари, Воттомукс и Музозера. В Нижнее Корбисалми впадает ручей, вытекающий из озера Валлас.
Из Нижнего Корбисалми вытекает протока, текущая через озеро Торос и впадающая в Воттозеро, из которого берёт начало река Вотто. Последняя впадает в озеро Гимольское, через которое течёт река Суна.
Населённые пункты вблизи водоёма отсутствуют.
Код объекта в государственном водном реестре — 01040100211102000017746.